# 舊哥倫拜恩 (亞利桑那州)
舊哥倫拜恩（英語：Old Columbine）是位於美國亞利桑那州葛蘭姆縣的一個非建制地區。該地的面積和人口皆未知。

## 地理
舊哥倫拜恩的座標為32°42′26″N 109°54′34″W / 32.70722°N 109.90944°W，而該地的平均海拔高度為2850米（即9360英尺）。